# Друженское сельское поселение
Дру́женское се́льское поселе́ние — муниципальное образование в Дмитровском районе Орловской области Российской Федерации.
Административный центр — деревня Дружно.

## Географическое положение
Муниципальное образование расположено к северу от районного центра, Дмитровска. Граничит с:
- Бородинским сельским поселением (на севере)
- Столбищенским сельским поселением (на востоке)
- Горбуновским сельским поселением (на юге)
- Городским поселением Дмитровск (на юге)
- Алешинским сельским поселением (на юго-западе)
- Брянской областью (на западе)

## История
Друженский сельсовет был образован в первые годы советской власти в составе Волконской волости Дмитровского уезда. По состоянию на 1926 год в состав сельсовета входило 11 населённых пунктов: п. Александровский, д. Белочь, п. Вечерняя Заря, д. Дружно, х. Колбасова, п. Крыловский, водяная мельница Рыбалово (на Неруссе), х. Морякина, п. Первомайский, п. Сосновский, п. Старая Деревня. Впоследствии был упразднён путём присоединения к Рублинскому сельсовету.
Восстановлен к началу 2000-х годов.
Статус и границы сельского поселения установлены Законом Орловской области от 19 ноября 2004 года № 447-ОЗ «О статусе, границах и административных центрах муниципальных образований на территории Дмитровского района Орловской области».

## Население
| 2002 | 2010 | 2012 | 2013 | 2014 | 2015 | 2016 |
| ---- | ---- | ---- | ---- | ---- | ---- | ---- |
| 1233 | ↘829 | ↘806 | ↘785 | ↘751 | ↘737 | ↘718 |
| 2017 | 2018 | 2019 | 2020 | 2021 | 2023 |      |
| ↘687 | ↘679 | ↘669 | ↘661 | ↘654 | ↘642 |      |

## Состав сельского поселения
| №  | Населённый пункт  | Тип населённого пункта          | Население |
| -- | ----------------- | ------------------------------- | --------- |
| 1  | Александровский   | посёлок                         | ↘1        |
| 2  | Андрияновский     | посёлок                         | ↘5        |
| 3  | Аношинка          | деревня                         | ↘47       |
| 4  | Белочь            | деревня                         | ↘30       |
| 5  | Вечерняя Заря     | посёлок                         | ↘7        |
| 6  | Владимирский      | посёлок                         | ↘0        |
| 7  | Волконск          | село                            | ↘62       |
| 8  | Дружно            | деревня, административный центр | ↘327      |
| 9  | Дудинка           | деревня                         | ↘0        |
| 10 | Занеруссовский    | посёлок                         | ↘203      |
| 11 | Краснокалиновский | посёлок                         | ↘12       |
| 12 | Крыловский        | посёлок                         | ↘1        |
| 13 | Ленченский        | посёлок                         | ↘0        |
| 14 | Мирная Долина     | посёлок                         | ↘1        |
| 15 | Михайловский      | посёлок                         | ↘0        |
| 16 | Николаевский      | посёлок                         | ↘1        |
| 17 | Пальцево          | деревня                         | ↘0        |
| 18 | Первомайский      | посёлок                         | ↗11       |
| 19 | Поповка           | деревня                         | ↘1        |
| 20 | Рублино           | деревня                         | ↘114      |
| 21 | Успенский         | посёлок                         | ↘0        |
| 22 | Ясная Поляна      | посёлок                         | ↘0        |

### Упразднённые населённые пункты
- Гуровский — упразднённый в 2004 году посёлок[15].
- Пролетарский — упразднённый в 2004 году посёлок[15].
- Пушкинский — упразднённый в 2004 году посёлок[15].
- Труд Крестьянина — упразднённый в 2004 году посёлок[15].

## Местное самоуправление
Глава администрации сельского поселения — Колбасова Татьяна Александровна.

## Образование и культура
На территории сельского поселения работают — одна основная общеобразовательная школа, 3 сельских дома культуры, 3 библиотеки 3 фельдшерско-акушерских пункта, 2 почтовых отделения.